# 圣阿罗芒 (上比利牛斯省)
圣阿罗芒（法語：Saint-Arroman，法語發音：[sɛ̃.t‿aʁɔmɑ̃]）是法国上比利牛斯省的一个市镇，属于巴涅尔德比戈尔区。

## 地理
圣阿罗芒（43°2'41"N, 0°24'5"E）面积4.25 平方千米，位于法国奧克西塔尼大區上比利牛斯省，该省份为法国西南部内陆省份，北至热尔省，西接大西洋比利牛斯省，南与西班牙接壤，东临上加龙省。
与圣阿罗芒接壤的市镇（或旧市镇、城区）包括：伊佐、巴聚内斯特、加扎沃、洛尔泰、马祖欧、蒙图塞。

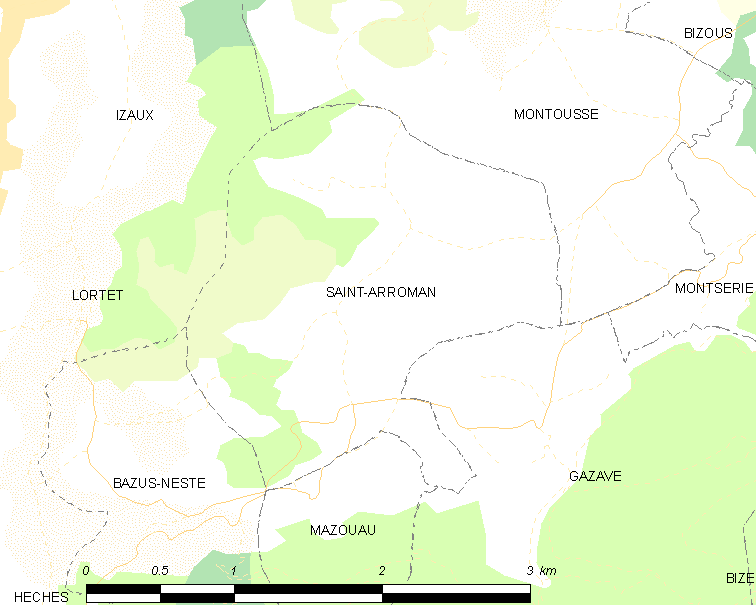
的OSM定位图

圣阿罗芒的时区为UTC+01:00、UTC+02:00（夏令时）。

## 行政
圣阿罗芒的邮政编码为65250，INSEE市镇编码为65385。

## 政治
圣阿罗芒所属的省级选区为内斯特-欧尔-卢龙县。

## 人口

1962-2008年间人口变化图示

圣阿罗芒于2022年1月1日时的人口数量为98人。